# Дрожжевое тесто
Дрожжево́е те́сто — полуфабрикат; готовится из муки, воды и дрожжей. В зависимости от конечного продукта добавляют сдобу (соль, сахар, молоко, жир) и начинку (орехи, семечки, зёрна, фрукты, бобы). Продукты из дрожжевого теста пекут в печи, жарят в жиру и варят над паром или в горячей воде. При этом дрожжевое тесто сильно увеличивается в объёме. Обычно такое тесто требует «расстойки» перед выпечкой.
Бывает:
- хлебное дрожжевое тесто. Для изготовления хлеба и хлебобулочных изделий;
- сдобное дрожжевое тесто. Для выпечки сдобных хлебобулочных и кондитерских изделий, например, кексов.

Дрожжевое тесто используется для приготовления пирожков, пирогов, кулебяк, ватрушек, булочек. Готовят двумя способами — безопарным и опарным. Безопарным способом готовят тесто с малым количеством сдобы (масла, сахара, яиц). Опарный способ применяют при изготовлении более сдобных изделий.
Безопарный способ
Дрожжи разводят тёплым молоком или водой (+30 °С), добавляют сахар, соль, хорошо перемешивают до растворения, кладут яйца и всыпают муку. Замешивают тесто, добавляя в конце размягчённый до густоты сметаны жир или вливают растительное масло. Тесто накрывают чистой тканью и ставят в тёплое место для брожения на 3—4 часа.
Чтобы удалить лишний углекислый газ и обогатить тесто кислородом, делают «обминки», а затем вновь дают тесту подняться. Первую «обминку» делают через час-полтора, вторую — ещё через 2 часа.
Опарный способ
В подогретую до +38…+40 °С воду или молоко (80% от нормы) добавляют растворённые в воде и процеженные дрожжи, всыпают муку (40% от нормы) и перемешивают до получения однородной массы. Поверхность опары посыпают мукой, накрывают тканью и ставят в теплое место для брожения на 2—3 часа.
Когда опара увеличится в объёме в 2 раза и начнёт опадать, к ней добавляют оставшуюся жидкость с растворёнными солью и сахаром, яйца, все перемешивают, вводят муку и замешивают тесто. Перед окончанием замеса добавляют размягчённый жир. Тесто накрывают тканью и оставляют для брожения ещё на 2—3 часа.
За время брожения тесто «обминают» 2−3 раза. Выбродившее тесто увеличивается в объёме в 2 раза, при надавливании на поверхность ямка медленно выравнивается, тесто не прилипает к рукам и отстаёт от стенок посуды.

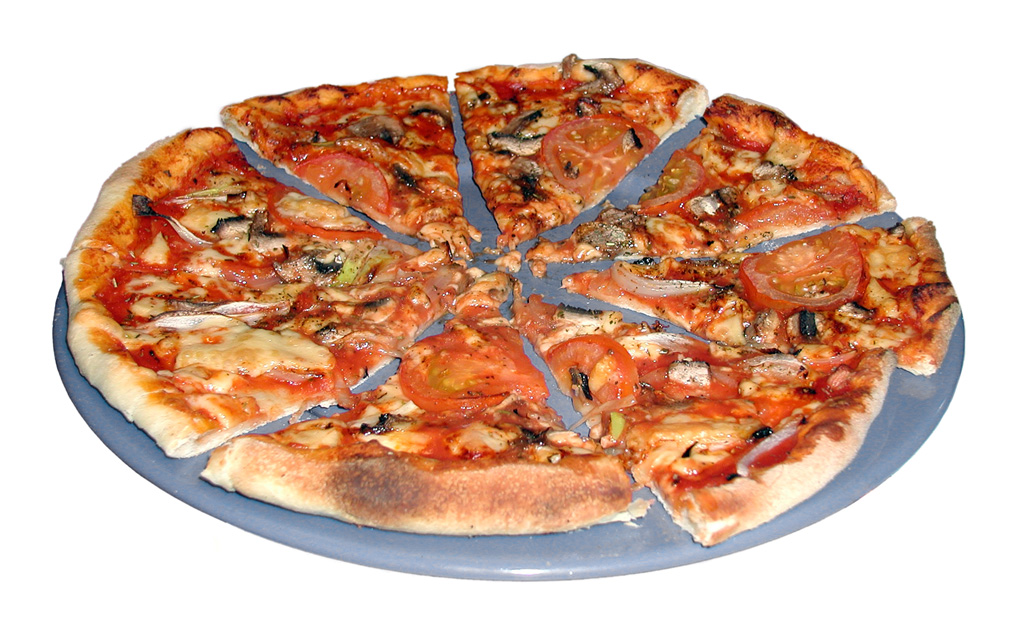
Пицца
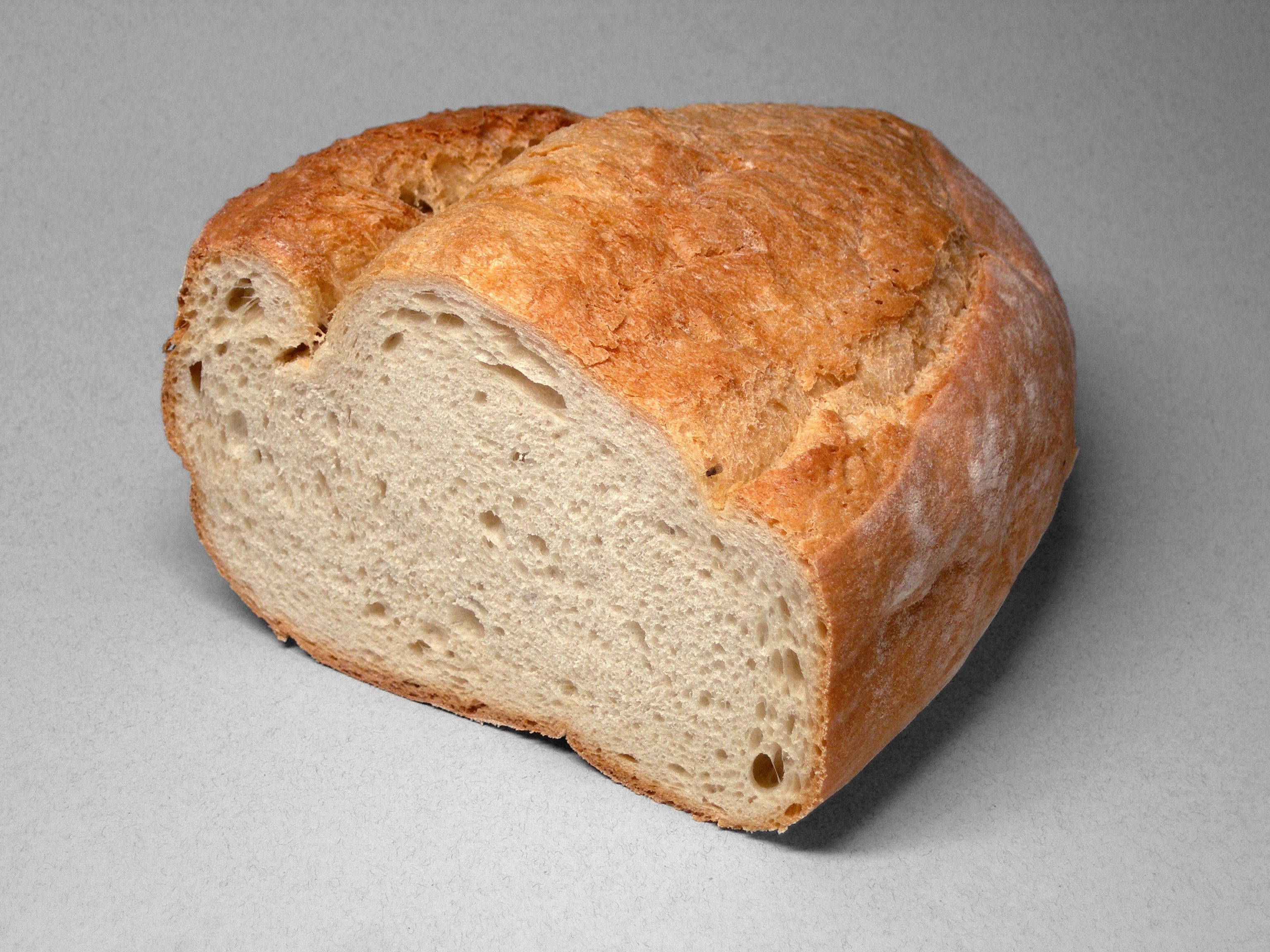
Белый хлеб
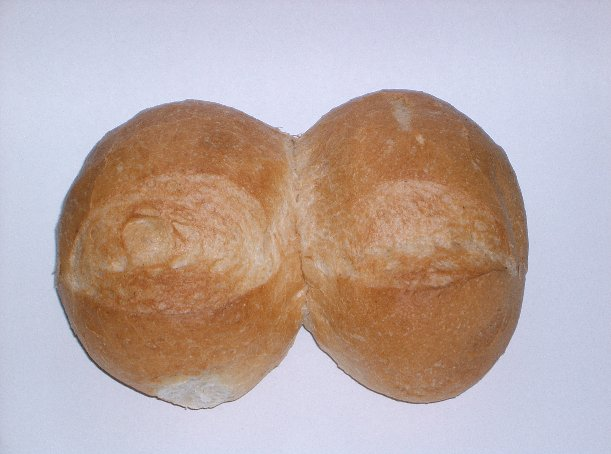
Немецкая двойная булочка «земмель»
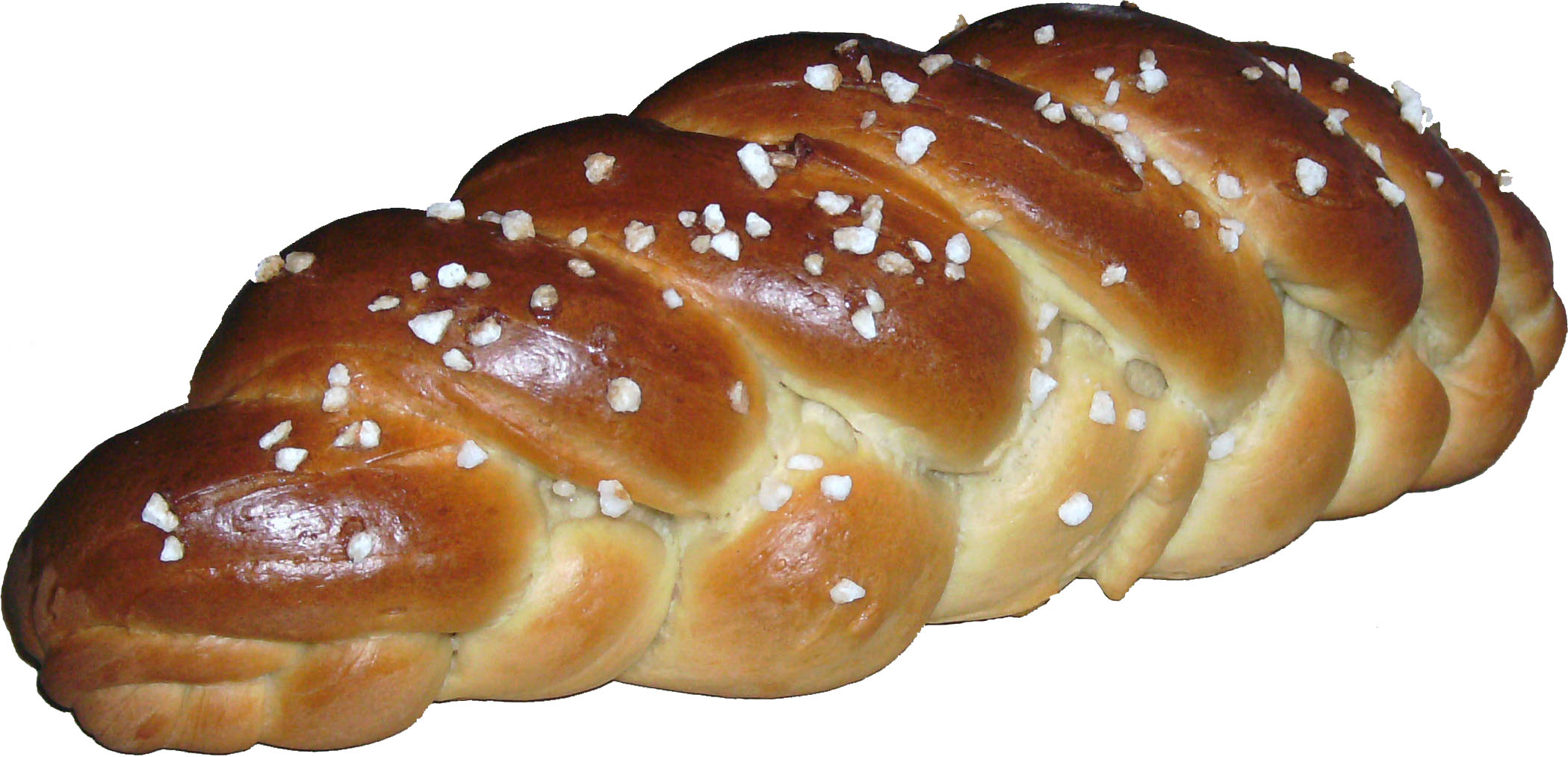
Плетёнка
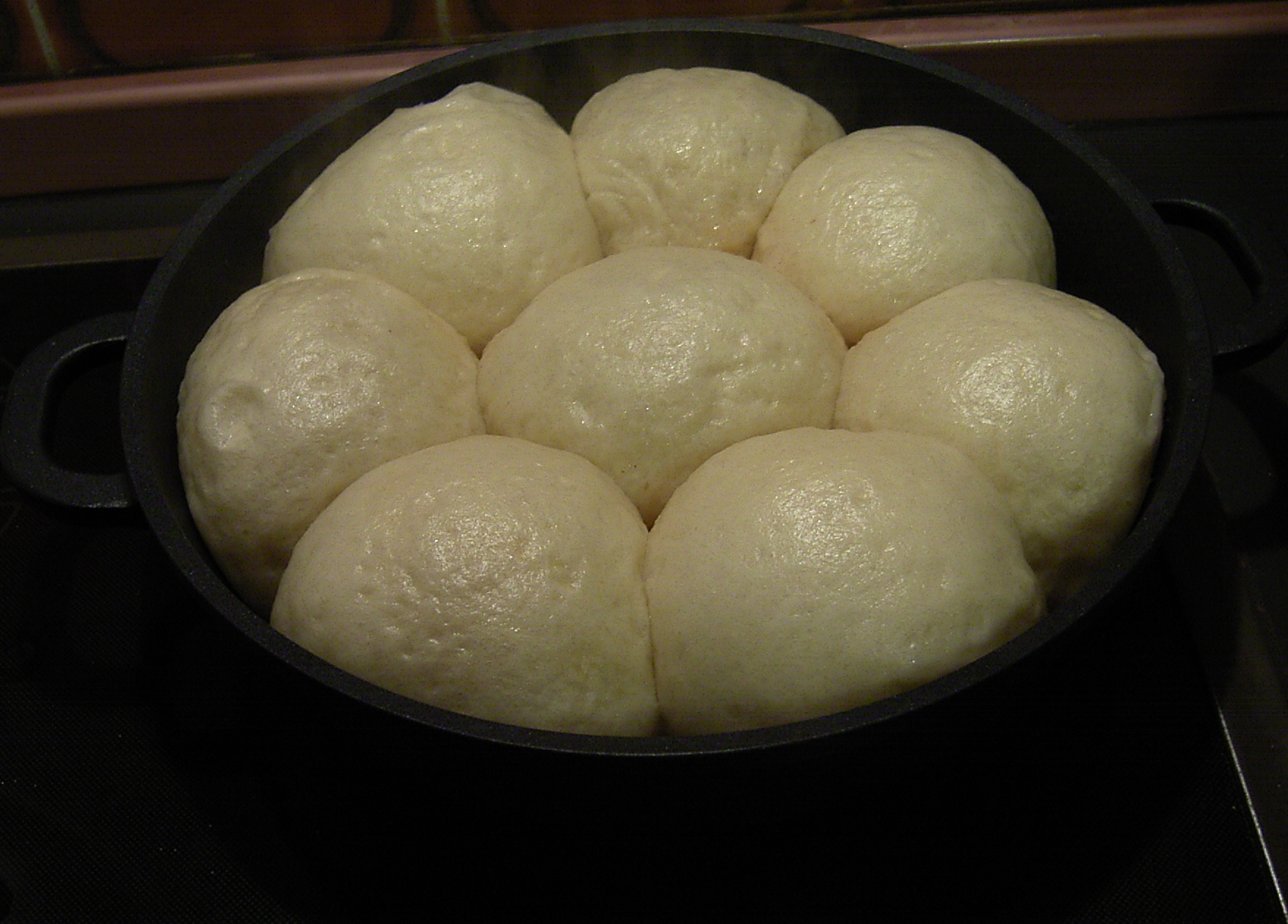
Дампфнудели
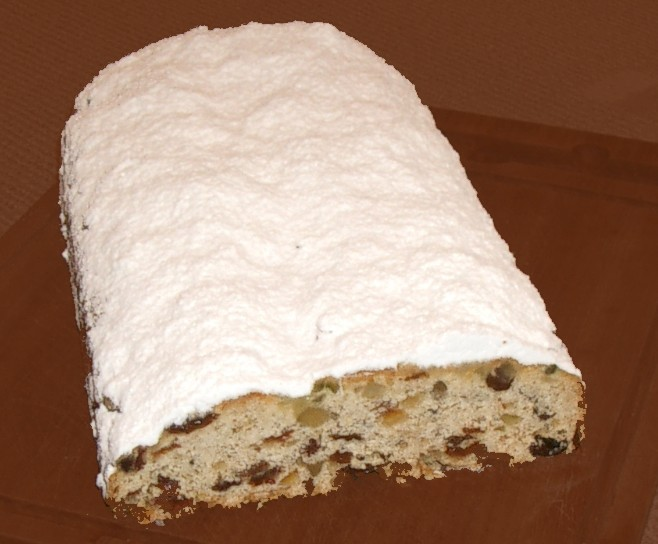
Изюмный штоллен
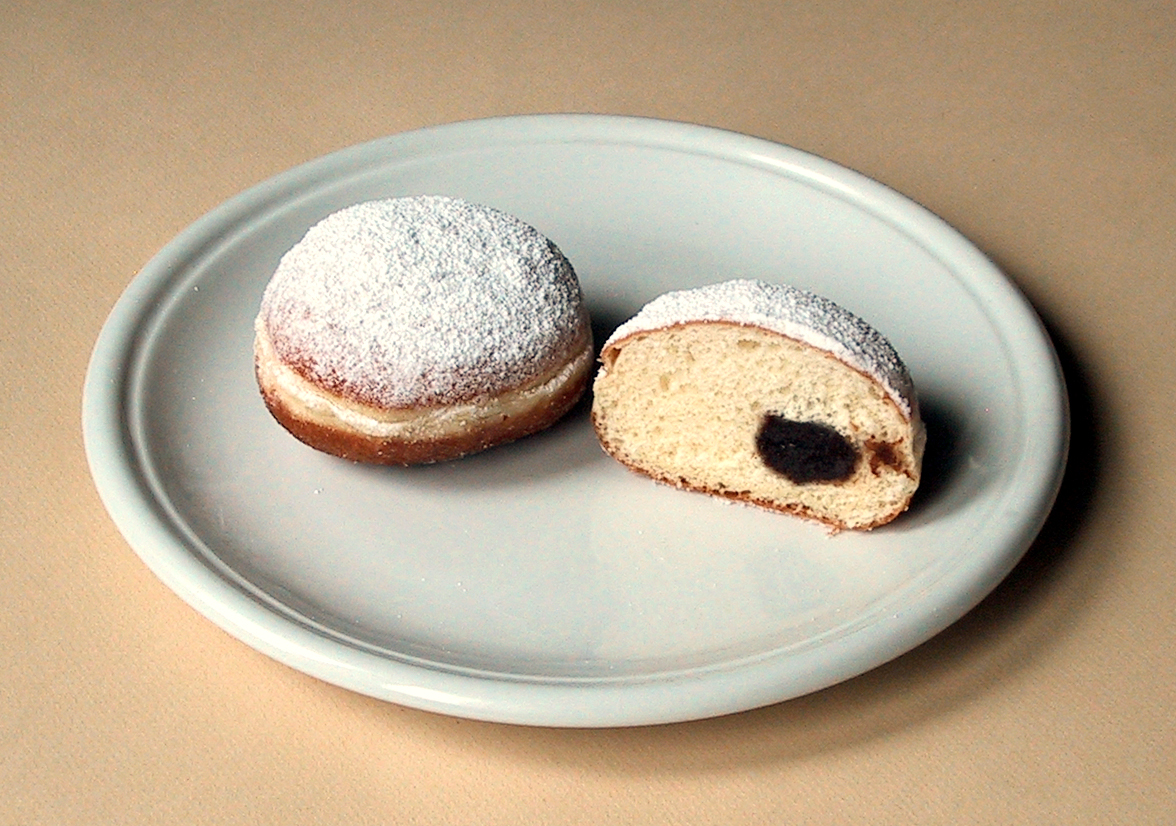
Берлинский пончик
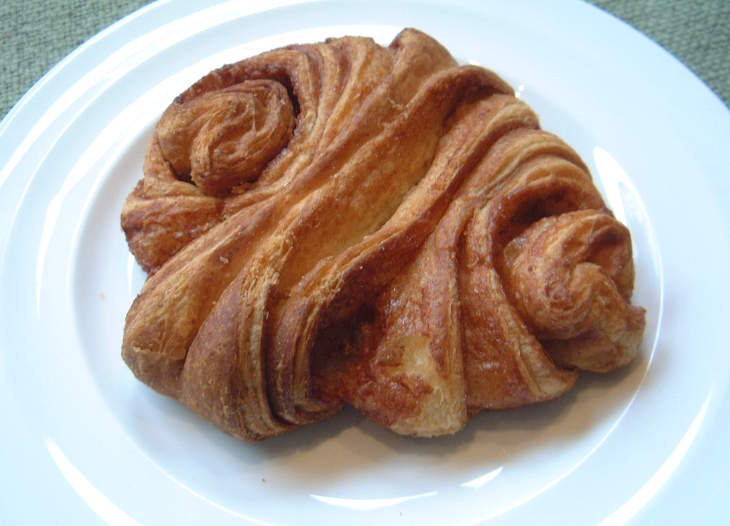
Францбрётхен
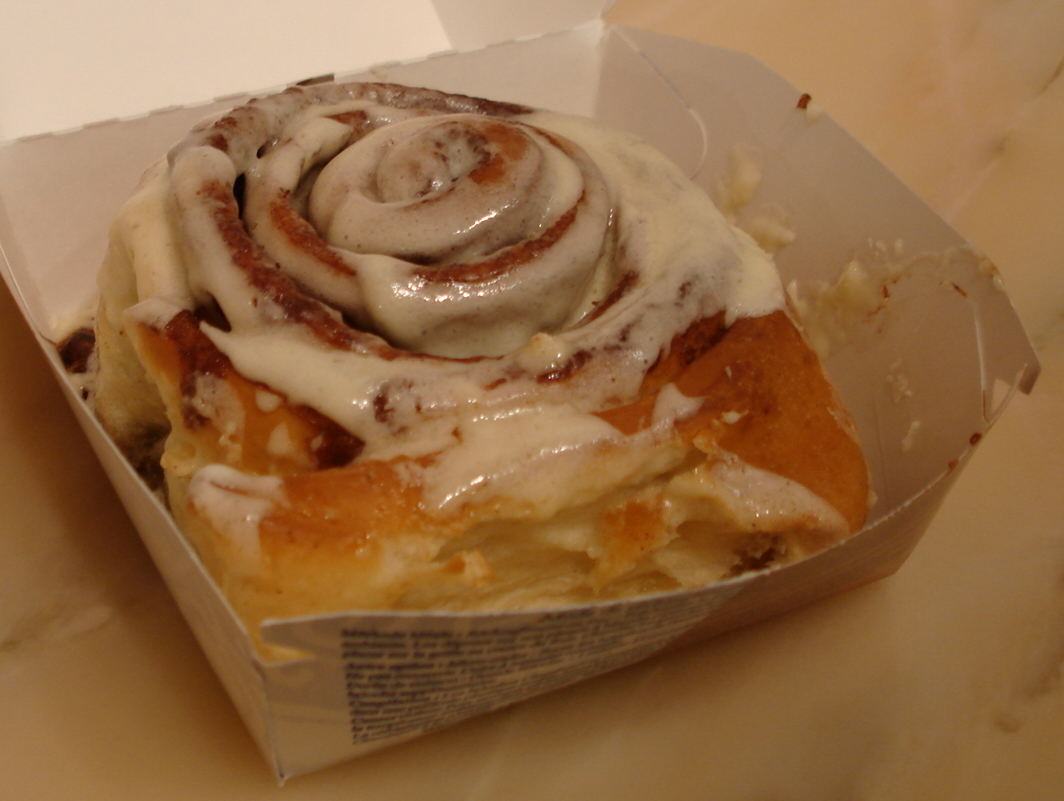
Улитка с корицей
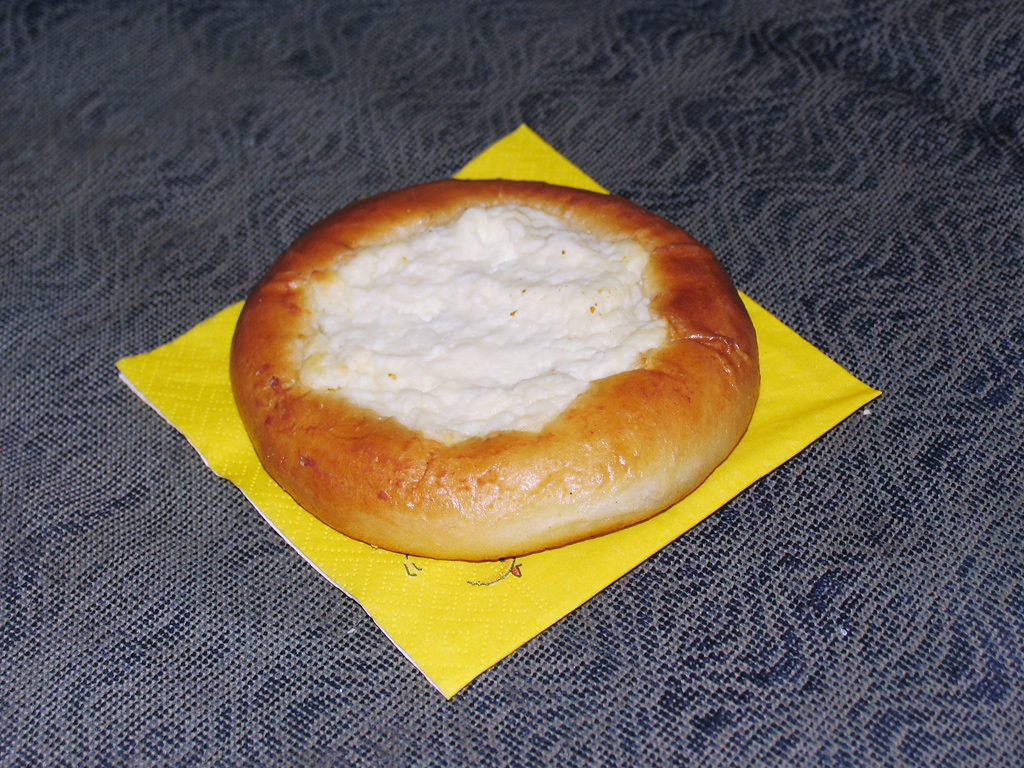
Ватрушка
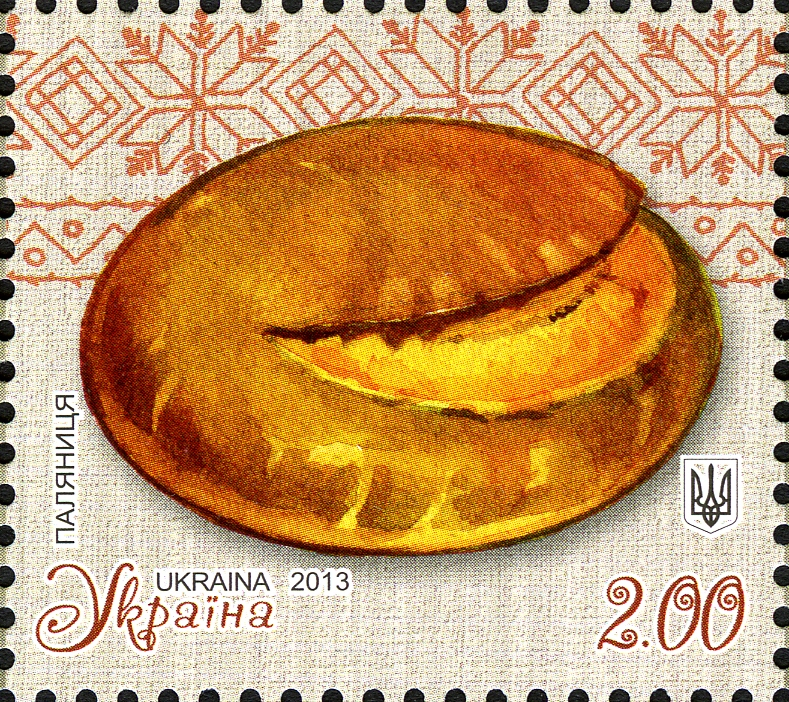
Паляница